# Ned Kelly (2003)
Ned Kelly är en australiensisk-brittisk-fransk långfilm från 2003 i regi av Gregor Jordan, med Heath Ledger, Orlando Bloom, Geoffrey Rush och Naomi Watts i rollerna. Filmen är helt inspelad i Victoria i Australien.

## Handling
Berättelsen om Australiens mest kända bandit. Mellan åren 1878-1880 gäckade han och hans gäng den australiska polisen i nordöstra Victoria, medan lokalbefolkningen hyllade honom som en hjälte. I ett klimat av ständiga trakasserier från polisen, växte Ned Kelly (Heath Ledger) upp och hamnade redan som 16-åring inför rätta för en häststöld. Efter att ha skjutit två poliser, när han vid ett tillfälle försökte försvara sin syster, förklarades Ned Kelly som fredslös. Tillsammans med sin bror Dan (Laurence Kinlan) och två vänner bildade han ett banditgäng som drog runt och rånade banker. Ned Kelly blev med tiden allt mer våghalsig och tog vid ett tillfälle en hel stad som gisslan. En dag i juni 1880 fick Ned Kellys vilda framfart sitt slut. Barrikaderad på den numera legendariska krogen Glenrowan Inn kunde Ned och hans gäng inte längre stå emot polisens kulor. Med skottskador i benet kunde Ned gripas för att bara några månader senare få dingla i galgen.

## I rollerna
- Heath Ledger - Ned Kelly
- Orlando Bloom - Joe Byrne
- Geoffrey Rush - Francis Hare
- Naomi Watts - Julia Cook
- Joel Edgerton - Aaron Sherritt
- Laurence Kinlan - Dan Kelly
- Phil Barantini - Steve Hart
- Kerry Condon - Kate Kelly
- Kris McQuade - Ellen Kelly
- Emily Browning - Grace Kelly